# 52–54 Langside Drive
Unter der Adresse 52–54 Langside Drive in der schottischen Stadt Glasgow befindet sich eine Villa. 1991 wurde das Bauwerk in die schottischen Denkmallisten in der höchsten Denkmalkategorie A aufgenommen.

## Beschreibung
Die Villa wurde um 1890 erbaut. Es handelt sich um zwei identisch aufgebaute Doppelhaushälften. Ab 1897 lebte der Künstler Hugh McCulloch in einer der Hälften. Er benannte das Haus Hughenden. Um 1902 nahm er die zahlreichen Bleiglasarbeiten im Stile der Glasgow School vor. Deren Gestaltung wird E. A. Taylor oder John Ednie zugeschrieben. Die Gläser wurden in McCullochs Unternehmen McCulloch & Co hergestellt. In der zweiten Hälfte des 20. Jahrhunderts beherbergte die Villa das Scott House Old People’s Home. Hierbei wurde eine Verbindung zu 56 Langside Drive hergestellt, die 2003 wieder entfernt wurden. Seitdem werden die Villen wieder separat als Wohngebäude genutzt.
Die ostexponierte Frontseite der zweistöckigen Villa ist sechs Achsen weit. Das Mauerwerk besteht aus Quadern vom cremefarbenen Sandstein, wobei Details mit rotem Sandstein farblich abgesetzt sind. An beiden Hälften treten segmentbögig Ausluchten heraus. Die rundbögigen Eingangstüren befinden sich an flacheren Anbauten, die sich zu beiden Seiten entlang der Fassaden ziehen. Die Fenster sind teils zu Zwillings- oder Drillingsfenstern gekuppelt und mit steinernen Fensterpfosten ausgestattet. Das Gebäude schließt mit einem schiefergedeckten Walmdach.